# Montserrat Tomé Vázquez
Montserrat Tomé Vázquez   (Uviéu, 11 de maig de 1982) és una exfutbolista i entrenadora espanyola. Després d'obtenir la llicència UEFA Pro el 2018, va començar a fer d'ajudanta tècnica de Jorge Vilda a la selecció espanyola absoluta femenina. El gener de 2020 fou nomenada entrenadora de la selecció femenina sub-17, i el 5 de setembre de 2023 va succeir Jorge Vilda com a entrenadora de la selecció femenina absoluta.

## Trajectòria

### Com a jugadora
Formada a les categories inferiors de l'Oviedo Moderno, on compaginava la pràctica del futbol amb l'handbol, l'atletisme i el karate, la temporada 2006-2007 va fitxar pel Llevant Unió Esportiva de la Primera Divisió, on va guanyar el campionat la temporada 2007-2008. L'estiu de 2010 va fitxar pel Futbol Club Barcelona, amb qui també va guanyar la copa del 2011 i el campionat de lliga la temporada 2011-2012, el primer de la història de la secció femenina del club. Dos anys després, al setembre de 2012, va tornar a l'Oviedo Moderno, el club on s'havia format com a jugadora i on es va retirar, als 30 anys.
A nivell internacional, el 2000 va ser subcampiona d'Europa amb la selecció espanyola a l'Europeu sub-19. Va ser quatre vegades internacional amb la selecció d'Espanya, amb la qual va participar entre 2003 i 2005 a la fase de classificació per a l'Eurocopa de 2005.

### Com a entrenadora
Va començar d'ajudant tècnica el 2018 després de treure's la llicència UEFA Pro.
Com a entrenadora, va dirigir la selecció femenina espanyola de futbol sub-17 des del 2020, alhora que feia de segona entrenadora de Jorge Vilda en la selecció absoluta, aconseguint proclamar-se campiona del món el 2023.
L'agost del 2023, davant el cas Rubiales, Tomé va encapçalar el comunicat de dimissió de part del cos tècnic que donava suport a les jugadores i denunciava haver hagut d'assistir obligatòriament a l'assemblea general de la Reial Federació Espanyola de Futbol on el seu president va manifestar la seva negativa a dimitir davant de les acusacions d'assetjament sexual a Jenni Hermoso. A més, va manifestar la incomoditat que sentien diverses integrants del cos tècnic per haver estat obligades a col·locar-se a primera fila durant l'assemblea per tal que s'interpretés que donaven suport a les declaracions de Rubiales. Durant l'assemblea, Rubiales li va oferir el càrrec de directora esportiva de la selecció femenina; però Tomé no només ho va rebutjar, sinó que també va renunciar al seu lloc com a segona entrenadora de Vilda, juntament amb altres membres del cos tècnic.
Al setembre de 2023, el president interí de la Reial Federació Espanyola de Futbol la va nomenar la nova seleccionadora nacional femenina, en substitució de Jorge Vilda. D'aquesta manera, va esdevenir la primera dona en ocupar aquest lloc a Espanya.